# Azerbejdżan na Mistrzostwach Świata w Lekkoatletyce 2022
Azerbejdżan na Mistrzostwach Świata w Lekkoatletyce 2022 – reprezentacja Azerbejdżanu podczas mistrzostw świata w Eugene liczyła 2 zawodników występujących w 2 konkurencjach.

## Skład reprezentacji

### Kobiety
| Zawodniczka         | Konkurencja | Kwalifikacje | Kwalifikacje | Finał | Finał   | Źródło      |
| Zawodniczka         | Konkurencja | Wynik        | Pozycja      | Wynik | Pozycja | Źródło      |
| ------------------- | ----------- | ------------ | ------------ | ----- | ------- | ----------- |
| Yekaterina Sarıyeva | trójskok    | 13,46        | 26.          | NQ    | NQ      | [ 1 ]       |
| Hanna Skydan        | rzut młotem | 70,93        | 11. q        | 69,01 | 11.     | [ 2 ] [ 3 ] |